# Василий I Македонец
Василий I Македонец (на гръцки: Βασίλειος Α΄ο Μακεδών) е византийски император (василевс), управлявал Източната римска империя (Византия) от 23/24 септември 867 г. до 29 август 886 година.
Василий I e възприеман от ромеите като един от най-великите им императори, основател на тяхната най-великолепна династия – Македонската, и инициатор на ренесанса на ромейската култура и цивилизация. Макар и необразован, лишен от военен и административен опит, Василий Македонец притежава вроден политически усет и след идването си на трона проявява неочакван държавнически талант. Мнението на съвременните историци обаче е далеч не толкова ласкателно, тъй като реформите традиционно приписвани на него, са всъщност започнати при неговия предшественик Михаил III, когото Василий убива.

## От селянин до император
Родом от тема Македония (днешна Одринска Тракия), Василий е отгледан в семейство на селяни, вероятно павликяни, преселени от Мала Азия. Етническият произход на Василий е източник на множество спекулации още от времето на неговото царуване. Някои предполагат, че е от славянски или арменски произход, а след възкачването му се разпространила версията, че е далечен потомък на древните арменски владетели Аршакиди. В историческите извори на арабските му съвременници Василий е наричан Басил ас-саклаби.
Според преданията бъдещият император прекарва голяма част от детството си като пленник в България, където семейство му е пленено и отведено през 813 г. от кан Крум при похода му в Тракия. Според една легенда кан Омуртаг разпознава в младия Василий бъдещия император. Заедно с голяма част от преселеното население, Василий успява да избяга ок. 836 г. и да започне работа в Константинопол като помощник при някой си Теофилица, дворцов чиновник, който е роднина на кесаря Варда, чичото на императора Михаил III Пияницата.
Младият Василий се отличава с голяма физическа мощ и е забелязан от императора, докато траят борбите на Хиподрума. Впечатленият император взима Василий в свитата си, първоначално като коняр и той скоро става негов телохранител, доверен човек и фаворит. Спорно е на какво се дължи сближаването му с Михаил III, но постепенно Василий успява да измести кесаря Варда, а по-късно организира екзекуцията му и дори се домогва до сана на кесар. Твърде късно императорът започва да осъзнава опасното влияние на своя приятел, който неочаквано организира преврат и сваля от трона благодетеля си. По време на една от пиянските си нощи Михаил III е издебнат и заклан в спалнята си от заговорниците на Василий, който на следващата сутрин (24 септември 867 г.). поема официално властта над империята. Така от прост селянин, борец и охранител, Василий се озовава на трона, поставяйки началото на славната Македонска династия, която ще управлява империята през следващите 150 години.

## Управление
С Василий I продължава възхода на Източната римска империя. Финансовата, административната и военната система са донякъде разстроени от небрежното управление на Михаил III. Василий I се заема енергично да възстанови реда във всички области на държавното управление. Организира чистка сред чиновническия апарат. Увеличава заплащането на войниците и разширява числеността на армията. Построена е църквата Неа Еклесия ок. 876 – 880 г. в близост до императорския дворец в Константинопол.

### Законодателна дейност
Безспорно най-голямата заслуга на Василий I е в областта на правото и юридическите въпроси. В това отношение той често е сравняван с Юстиниан Велики. По инициатива на императора е ревизирано, систематизирано и допълнено ромейското законодателство, базирано на римското. Най-значителни усилия са положени при „разчистването“ на остарели, невалидни и противоречащи закони – начинание, което остава недовършено до смъртта му, но е продължено от неговия наследник Лъв VI в т.нар. „Василики“. Издадени са два кодекса (сборници със закони) „Прохирон“ (ок. 870 – 9 г.) и „Епанагога“ (879 г.). Прохирон е практически наръчник по наследствено и публично-административно право, обхващащ 40 тома, заимстващ главно от „Еклога“ на Лъв III Сириец и Юстинианов кодекс. Епанагога е вероятно неофициален сборник, регламентиращ правомощията и задълженията на императора, патриарха и други длъжностни лица, както и ролята на държавната и църковната власт, взаимоотношенията помежду им и спрямо поданиците, след края на иконоборската криза. Тези законници остават в сила и се прилагат чак до края на ромейската държава и стават основа на законодателството в източноправославните средновековни страни като България, Сърбия, Русия.

### Църковна политика
Активен участник в църковната политика, Василий I търси помирение с папата в Рим, съобразно военно-политическите цели и интереси на империята в Южна Италия. Той постига дипломатически успех без фундаментални отстъпки в религиозно-идеологически план. Скоро след възкачването на Василий (есента на 867 г.) противоречивият патриарх Фотий е свален от власт на специално свикан събор и е заменен със сваления преди това от Михаил III патриарх Игнатий I. Причината за тази бърза смяна е не толкова вътрешнополитическа (Фотий е поставеник на предишното управление), колкото религиозно-догматична, тъй като Фотий е обявил римския папа за еретик по въпроса за доктрината Филиокве и двамата са се анатемосали взаимно.
Свиканият през 869 – 870 г. Четвърти константинополски събор (признат от Римокатолическата църква като „Осми веселенски“) слага край на т.нар. Фотиева схизма (863 – 867 г.), заклеймявайки действията на сваления Фотий, когото осъждат на заточение като еретик. Разривът между папството и патриаршията е временно преодолян, взето е и решение по въпроса за църковната юрисдикция на България, чиято архиепископия минава под върховенството на Константинопол. Вследствие от сближаването на двете църкви, папата издейства от германския император помощ за ромеите в Италия срещу арабите.
Много от висшите духовници в Мала Азия обаче не признават решението на събора по въпроса за Филиокве, виждайки в него не само ерес, но и налагане на папското превъзходство спрямо източните патриаршии. Фотий, чието изгнание не продължава дълго, скоро печели благоволението на императора и дори става възпитател на неговите деца. Междувременно политиката на Игнатий спрямо Рим относно сферите на църковно влияние е също толкова неотстъпчива, колкото и тази на предходника му, а след неговата смърт през 877 г. той е канонизиран за светец по предложение на Фотий, който отново е издигнат на патриаршеския престол. През 879 – 880 г. е проведен още един църковен събор, (повторно наречен Четвърти константинополски, но непризнат от Римската църква), на който участват папски, както и български делегати. Отхвърлени са решенията на предходния събор, а добавката Филиокве отпада от официалния Символ на вярата. Макар че не се стига до бурен конфликт и анатеми, съперничеството между Рим и Константинопол се задълбочава все повече.

### Покръстителни мисии
Василий I поддържа мирни отношения с новопокръстена България, която след IV константинополски събор от 870 г. окончателно се ориентира към източното християнство. С цената на редица отстъпки в полза на българската държава е избегната възможността влиянието на римския папа да се разпростре върху Балканите, в опасна близост до центъра на империята. Българската църква признава върховенството на константинополския патриарх, но в замяна получава значителна автономия (автокефалност) и правото на богослужение на собствен език, различен от гръцки, латински или еврейски. В църковната йерархия архиепископът на България заема по-висок ранг спрямо всички други духовници, освен патриарсите и папата. На българския владетел е дадена също и привилегията сам да посочва кандидатите за глава на българската архиепископия, съгласно установения в империята принцип на цезаропапизъм, т.е. превъзходство на държавната власт над религиозната (в противоположност на папоцезаризма, настоятелно лансиран от Римската църква). От друга страна този компромис е пречка за прокарването на ромейски политически контрол посредством духовната власт на патриарха над новопокръстения съседен народ.
По времето на Василий I са покръстени сърбите и хърватите. От ромейски свещеници са покръстени също и киевските владетели Асколд и Дир. Но не всички мисии за християнизация са успешни – хърватите по-късно се ориентират към папата, а русите се връщат към езичеството. Едва през 988 г. те са покръстени отново по времето на Василий II Българоубиец. Друг голям неуспех е мисията във Великоморавия, където под системен военен натиск от страна на германския император е наложено върховенството на папата заедно с латинския богослужебен език, вместо разпространявания от Кирил и Методий старославянски език, който след 885 г. е забранен с папска була и е преследван от немците. По-късно избягалите ученици на Методий пренасят в България новата писменост (глаголица).

### Политика в Европа
Василий Македонец е първият император от над два века, който води активна политика за засилване на ромейската власт в Южна Италия и балканското крайбрежие на Адриатика. От базите си в Северна Африка и Сицилия, флотите на мюсюлманите имат превес в Средиземноморието и свободно нападат полу-независимите градове в Далмация (Будва, Котор, Дубровник), което ги кара да потърсят закрилата на империята. След намесата на ромейския флот в 867 г., арабската обсада на градовете е вдигната и те са обединени в новата Далматинска тема.
Нуждаейки се от съюзници срещу арабите, Василий I се сближава с германския император и римския папа. В съгласие с това през 867 г. е възстановен на престола патриарх Игнатий, привърженик на помирението с Рим. В 870 г. ромеите губят остров Малта, но в Южна Италия съюзът със западните сили дава резултат – в 876 г. със съдействието на германския император е възвърнат Бари, а през 880 г. са отвоювани Таранто и областта Калабрия. На остров Сицилия от близо 4 десетилетия ромейската армия неотклонно губи позиции срещу Сицилианския емират на Аглабидите. Когато Василий идва на трона здраво укрепената Сиракуза е единствената крепост там, която империята все още удържа, до 878 г., когато пада след многобройни обсади.

### Политика в Мала Азия
През царуването си, Василий I има огромни проблеми с павликяните по поречието на Горен Ефрат. Съюзени със сирийските мюсюлмански емири те правят набези във вътрешността на Анатолия и ограбват Ефес. През 872 г. имперските армии разбиват павликяните и превземат главната им крепост Тефрике. Сложен е край на независимата павликянска държава. Походът продължава към областите на Горен Ефрат, овладян е град Самосата. Главната цел – превземането на Мелитена (Малатия) – не е постигната, но въпреки променливия успех източната граница на империята остава дълготрайно стабилизирана. Поредният опит за възвръщане на остров Кипър от арабските пирати е успешен, но ромеите го задържат само за седем години.
Отслабването на абасидската военна сила спомага за възраждането на Арменското царство в Кавказ, при управлението на Ашот I от династията Багратуни. През 885 г. Василий I заедно с халифа на Абасидите признават независимостта и царската титла на арменския владетел. Възходът на християнска Армения допринася в борбата на империята срещу мюсюлманите, което се допълва от факта, че ромейският (римски) управляващ елит се състои предимно от елинизирани арменци.

### Последни години
През 879 г. умира кесарят Константин-Варда, най-възрастният син от първия брак на император Василий I, което е тежък личен удар за него. Той е принуден да посочи за наследник Лъв, към когото никак не е привързан и за когото основателно се подозира, че всъщност е син на Михаил III от Евдокия Ингерина. Обзет от мнителност, страх от заговори и депресия Василий също така издига на трона и Александър, за който няма съмнения, че е негов роден син. Неграмотният, но ловък Василий презира начетения, но префинен, неопитен и високомерен престолонаследник, като на моменти стига до физическо насилие и дори арест по подозрение в заговор. Под натиска на общественото мнение и патриарх Фотий, Василий все пак освобождава Лъв от тригодишен домашен арест и се отказва от намерението си да го лиши от власт и ослепи. Паисий Хилендарски обобщава техните взаимоотношения в История славянобългарска, като нарича Василий I източен кесар, а Лъв с псевдонима Премъдри и цитира първия:
| „ | Не преставай да четеш историята на древните, защото там без усилие ще намериш онова, за което много други са се трудили... И като размислиш, ще видиш наказанието на злите и наградата на добрите. | “ |

На 29 август 886 г. Василий I умира от усложнения на травми, получени при нелеп ловен инцидент – императорът се оплита в рогата на елен, който го влачи около 16 мили през горите. Последната заповед на Василий е да бъде екзекутиран служителят, който му помага да се освободи, защото е посмял да го доближи с изваден нож в ръката. Странните обстоятелства все пак оставят съмнението за съществуващ заговор. Според версията на Константин Порфирогенет императорът умира от заболяване на стомаха. След Василий I Македонец на престола се възкачва Лъв VI Философ.

## Фамилия
Майката на Василий I е неизвестна, но неговият баща е Варда/Константин от Македония.
С първата му съпруга Мария, Василий I има децата:
- Варда
- Анастасия, която се омъжва за генерал Христофер
- Константин (ок. 865 – 3 септември 879), съимператор

С втората му съпруга Евдокия Ингерина, Василий I има официално децата:
- Лъв VI, който го наследява като византийски император
- Стефан I, патриарх на Константинопол
- Александър, византийски император от 912 г.
- Анна Порфирогенита, монахиня в Св. Еуфемия в Петрион.
- Елена Порфирогенита, монахиня в Св. Еуфемия в Петрион.
- Мария Порфирогенита, майка на монахините в Св. Еуфемия в Петрион.